# Callispa krishnashunda
Callispa krishnashunda es una especie de insecto coleóptero de la familia Chrysomelidae.
Fue descrita científicamente por primera vez en 1919 por Maulik.